# اسلام در مالزی
اسلام در مالزی
اسلام دین رسمی مالزی است و از تعداد ۳۰ میلیون جمعیت این کشور بر اساس آمار سال ۲۰۱۰ حدود ۶۱ درصد از مردم دارای دین اسلام بوده‌اند. مذهب مسلمانان مالزی اغلب شافعی است و البته برخی از فرقه‌های دیگر نظیر صوفیه و اسماعیلیه نیز در این کشور زندگی می‌کنند. چنان‌که حدود دو درصد از جمعیت مسلمانان این کشور را نیز شیعیان تشکیل می‌دهند که عمدتاً ایرانی بوده و جمعیتی بین ۳۵۰ تا ۴۰۰ هزار نفر را شامل می‌شود.